# المو (کالیفرنیا)
المو (به انگلیسی: Elmo) یک منطقهٔ مسکونی در ایالات متحده آمریکا است که در شهرستان کرن، کالیفرنیا واقع شده‌است. المو ۹۲ متر بالاتر از سطح دریا واقع شده‌است.